# Roberto Paternostro
 Roberto Paternostro  (* 30. März 1957 in Wien) ist ein österreichischer Dirigent.

## Leben
Der Sohn eines Italieners und einer Österreicherin belegte ein Studium an der Hochschule für Musik in Wien bei Hans Swarowsky. Später studierte er in Hamburg bei György Ligeti und Christoph von Dohnányi. Von 1978 bis 1984 war er Assistent von Herbert von Karajan.
Ein erstes internationales Auftreten hatte er im Jahr 1985 in der Arena von Verona.
- Von 1991 bis 2000 wirkte Paternostro als Generalmusikdirektor der Württembergischen Philharmonie.
- Von 1997 bis 2007 war er Generalmusikdirektor des Staatstheaters Kassel und künstlerischer Leiter der Gustav-Mahler Festtage Kassel.
- Von 2009 bis 2013 künstlerischer Leiter, ab 2010 Music Director des Israel Chamber Orchestra.

Als Neuproduktionen entstanden unter seiner Leitung am Staatstheater Kassel Werke Richard Wagners (Der Ring des Nibelungen, Parsifal, Tristan und Isolde, Tannhäuser, Lohengrin), Giuseppe Verdis,  Giacomo Puccinis und Richard Strauss’ (Elektra, Der Rosenkavalier, Ariadne) sowie neue Inszenierungen der Drei Schwestern (Péter Eötvös), Sergej Prokofjews Liebe zu den drei Orangen und die Schostakowitsch-Fassung von Boris Godunov.
Internationale Auftritte hatte Paternostro an der Bayerischen Staatsoper München (Macbeth, Die verkaufte Braut, Eugen Onegin), der Deutschen Staatsoper Berlin (Falstaff), an der Semperoper Dresden (La Bohème), am Teatro La Fenice Venedig, dem Teatro Liceu Barcelona, an der Volksoper Wien, den Opernhäusern von Madrid, Genua, Parma, Neapel, Oslo, Sevilla und Budapest.
Im symphonischen Bereich erfolgten Dirigate und Aufnahmen mit dem hr-Sinfonieorchester Frankfurt, dem WDR Sinfonieorchester Köln, den Münchner Philharmonikern, dem Radio-Sinfonieorchester Stuttgart, dem NHK-Sinfonieorchester Tokyo, der NDR Philharmonie Hannover, dem MDR-Sinfonieorchester Leipzig, dem Konzerthausorchester Berlin, den Wiener Symphonikern, dem Israel Chamber Orchestra, dem Brucknerorchester Linz und dem DSO Berlin. Er gab Konzerte bei den Festivals Brucknerfest Linz (Götterdämmerung), Mahlerwochen Toblach (2., 4. und 9. Sinfonie), Europäische Musikwochen Passau (Mahler 9.), Euro Classic Berlin.
In der Saison 2007/2008 debütierte Paternostro mit einem Beethoven-Programm in Toronto, weitere Konzerte führten ihn nach München, Palermo, Budapest, Tel Aviv und Jerusalem. Im Rahmen des Bruckner-Zyklus in der Basilika Weingarten entstand eine CD mit Bruckners d-Moll-Messe. 2009 sind die Ernennung zum künstlerischen Leiter des Israel Chamber Orchestra, die vielbeachtete Premiere von Aubers Fra Diavolo an der Wiener Volksoper sowie die Präsentation der Gesamteinspielung von Mozarts Freimaurermusiken hervorzuheben. 2010 Tourneen mit dem Israel Chamber Orchestra zum Haydnfestival Eisenstadt, Brucknerfest Linz, Liederhalle Stuttgart, Philharmonie Köln sowie CD-Aufnahme in Wien. In der Saison 2010/11 folgten Paternostros erfolgreiche Debüts in Cincinnati und an der Staatsoper Prag (Saisoneröffnung im Rahmen des Verdifestivals mit Aida) sowie die Wiederaufnahme von Carmen an der Volksoper Wien und im Mahlerjahr 2011 Mahlers 3. Symphonie in Budapest.
Im Oktober 2010 sorgte die Ankündigung des von Paternostro initiierten Bayreuth-Gastspiels mit dem Israel Chamber Orchestra und die geplante Aufführung von Richard Wagners Siegfried-Idyll für heftige Diskussionen in Israel, wo Wagners Musik nicht öffentlich gespielt wird. Internationales Medienecho und die Gründung der ersten Wagner-Gesellschaft in Israel im November 2010 waren die Folge. Das Konzert fand am 26. Juli 2011 ohne die angekündigten Störaktionen statt und erhielt Stehapplaus.
Im Oktober 2011 kehrte Paternostro zurück nach Toronto mit einem zeitgenössischen Oratorium, im Dezember 2011 leitete er die Premiere von Rigoletto am Teatro Massimo Bellini in Catania und die Wiederaufnahme von Hänsel und Gretel in Wien.
Zu den Engagements der Saison 2012/13 zählen u. a. die Saisoneröffnung der Akademiekonzerte Mannheim (Beethovens Pastorale, Richard Strauss’ Don Quixote), Konzerte in Mailand (Strauss’ Violinkonzert, Beethovens Pastorale), Abonnementkonzerte des Israel Chamber Orchestra in Tel Aviv, die Wiederaufnahme von Puccinis Il tabarro / Gianni Schicchi in Wien und die Premiere von Richard Strauss’ Salome an der Palm Beach Opera. Erstmals in Israel: Roberto Paternostro leitet einen Dirigentenworkshop in Zusammenarbeit mit dem Deutschen Musikrat und dem Goethe-Institut.
Am Teatro Colón debütierte Paternostro 2012 mit Richard Wagners Ring des Nibelungen („Colón-Ring“) in der Inszenierung von Valentina Carrasco (auf DVD erschienen bei C Major), es folgten 2013 Mozarts Le nozze di Figaro (mit Erwin Schrott), 2014 Verdis Falstaff (mit Ambrogio Maestri) und Strauss’ Elektra (mit Linda Watson) und 2015 Cavalleria rusticana / Pagliacci (Inszenierung und Sänger: José Cura).

## CD-Aufnahmen als Dirigent
- Georges Bizet: Carmen. D Classics 1998
- Anton Bruckner: Messe Nr. 3 in f-Moll und Messe Nr. 1 in d-Moll
- Hans Gál: Violinkonzert op. 39. Irnberger, Israel Chamber Orchestra. Gramola 2011
- Gala Opera Concert mit Cecilia Bartoli u. a., RSO Berlin. Capriccio, EMI 1991
- Gustav Mahler: Symphonie Nr. 4. Staatsorchester Kassel
- Gustav Mahler: Symphonie Nr. 9 u. a. Bundesjugendorchester
- Henning Mankell (1868–1930): Konzert für Klavier und Orchester op. 30, Gösta Nystroem (1890–1966): Concerto ricercante – Weltersteinspielung. Capriccio 2015
- W. A. Mozart: Freimaurermusik, Gesamteinspielung. Spohr Kammerorchester. Naxos 2009
- Poulenc/Mendelssohn: Concertos for pianos. Anna und Ines Walachowski. Ars
- Mendelssohn/Mahler/Avni/Liszt/Wagner: Historical Moment in Bayreuth. Israel Chamber Orchestra. Ars Produktion 2011 – ECHO Klassik Sonderpreis 2012
- Felix Mendelssohn: Concerti. Thomas A. Irnberger, Violine, Edoardo Torbianelli, Fortepiano, Israel Chamber Orchestra, Gramola 2012
- Richard Strauss: Orchesterwerke
- Giuseppe Verdi: La traviata. Tokyo Philharmonic Orchestra. Delta Music 2007, 2012. Reihe Die großen Meisterwerke der Oper. EAN 4006408184959
- Giuseppe Verdi: Simon Boccanegra. Capriccio/Delta Music
- Richard Wagner: Der Colón-Ring. DVD Mitschnitt aus dem Teatro Colón, Buenos Aires, Ring des Nibelungen an einem Tag. C Major, Mai 2013
- Richard Wagner: Die Walküre. Staatstheater Kassel. Ars Production
- Richard Wagner: Siegfried. Staatstheater Kassel. Ars Production, MUSIKwelt Tonträger 1999
- Richard Wagner: Götterdämmerung. Staatstheater Kassel. Ars 2001
- Richard Wagner: Das Rheingold.
- Richard Wagner: Arien. Gwyneth Jones, RSO Köln
- Wagner/Strauss/Beethoven – Arien. Elisabeth-Maria Wachutka, Sopran. Württembergische Philharmonie. SoloVoce 2009

## Fernsehaufnahmen
- Arte/ZDF: 12-teilige Sendung mit Montserrat Caballé
- DW: Dokumentation zum Colón-Ring, Teatro Colón (Buenos Aires), 93 Minuten
- ZDF: Live-Übertragung des Klassik Echo. Roberto Paternostro, Dirigent

## Auszeichnungen
- Am 20. April 2010 wurde Roberto Paternostro vom österreichischen Bundespräsidenten der Berufstitel Professor verliehen.

- Am 14. Oktober 2012 wurde Roberto Paternostro mit dem ECHO Klassik 2012 Sonderpreis ausgezeichnet für sein Konzert mit dem Israel Chamber Orchestra in Bayreuth am 26. Juli 2011. Der Bundesverband Musikindustrie schrieb in der Begründung: „Mit ihrer Entscheidung Wagners Musik in Bayreuth zu spielen, gelingt es Roberto Paternostro und dem Israel Chamber Orchestra Grenzen zu überwinden und eine Brücke zum Dialog zu schlagen. Für diesen Aufruf zur Gemeinsamkeit und Menschlichkeit zeichnet die Jury Roberto Paternostro und das Israel Chamber Orchestra mit dem Sonderpreis des ECHO Klassik 2012 aus.“[3]

- Am 7. Juni 2019 erhielt Paternostro das Österreichische Ehrenkreuz für Wissenschaft und Kunst I. Klasse.[4]